# Чернявский, Михаил Львович
Михаил Львович Чернявский (26 марта 1899 года, Киев — 7 июня 1983 года, Москва) — советский военный деятель, генерал-лейтенант танковых войск (7 июня 1943 года).

## Начальная биография
Михаил Львович Чернявский родился 26 марта 1899 года в Киеве.

## Военная служба

### Гражданская война
В сентябре 1917 года добровольно вступил красногвардейцем в красногвардейский отряд Подольского района. В том же году вступил в ряды РСДРП(б).
В феврале 1919 года призван в РККА и направлен красноармейцем в автороту 1-й Украинской советской дивизии под командованием Н. А. Щорса. С мая того же года учился на 1-х Киевских советских военно-инженерных курсах, после окончания которых в том же году был назначен на должность агитатора-инструктора политического отдела Восточного сектора войск ВОХР, затем — 22-й бригады ВОХР, в апреле 1920 года — на должность военкома 106-го головного эвакопункта, а в июле — на должность 3-й военно-строительной дружины. Принимал участие в боевых действиях на Юго-Западном и Восточном фронтах.

### Межвоенное время
В мае 1921 года назначен на должность заместителя военкома и военком Орловского военно-инженерного управления, в апреле 1922 года — на должность военкома 5-го отдельного сапёрного батальона (Московский военный округ), а в феврале 1923 года — на должность командира и военкома отдельной учебной автобригады.
В сентябре 1924 года Чернявский направлен на учёбу в Военную академию имени М. В. Фрунзе, после окончания которой в сентябре 1928 года направлен в 3-й танковый полк, где служил на должностях командира и политрука роты и помощника командира полка по строевой части.
В январе 1931 года назначен на должность командира и военкома учебно-танкового полка, в июне 1932 года — на должность командира и военкома 4-й механизированной бригады (Белорусский военный округ), в феврале 1934 года — на должность помощника начальника 1-го управления АБТУ РККА, а в феврале 1935 года — на должность начальника Орловской танковой школы имени М. В. Фрунзе, преобразованной в марте 1937 года в танковое училище.
В 1936 году Чернявский был избран делегатом Чрезвычайного VIII съезда Советов от Орла, который утвердил новую Конституцию РСФСР.
В 1939 году окончил курсы усовершенствования комсостава «Выстрел».
В апреле 1940 года назначен на должность начальника Ленинградских бронетанковые курсы усовершенствования командного состава, а 21 января 1941 года — на должность командира 1-го механизированного корпуса.

### Великая Отечественная война
С началом войны находился на прежней должности.
Корпус под командованием М. Л. Чернявского с июля 1941 года принимал участие в оборонительных боевых действиях в районе Псковского укреплённого округа, а затем на Ленинградском направлении. После расформирования корпуса в августе того же года назначен на должность помощника начальника, в январе 1942 года — на должность начальника управления военно-учебных заведений ГАБТУ, 21 августа — на должность заместителя командующего 3-й танковой армии, однако уже в сентябре вернулся на должность начальника управления вузов ГАБТУ.
В январе 1943 года назначен на должность начальника управления ВУЗ Главного управления формирования и боевой подготовки бронетанковых и механизированных войск РККА, а в марте того же года — на должность 1-го заместителя начальника Главного управления формирования и боевой подготовки бронетанковых и механизированных войск.
С марта 1944 года, находясь на должности командующего бронетанковыми и механизированными войсками 2-го Прибалтийского фронта, принимал участие в боевых действиях в ходе Старорусско-Новоржевской и Режицко-Двинской наступательных операций.
В августе 1944 года назначен на должность командующего войсками Тульского военного танкового лагеря, а январе 1945 года — на должность командующего бронетанковыми и механизированными войсками 2-го Белорусского фронта, после чего принимал участие в боевых действиях в ходе Восточно-Прусской, Восточно-Померанской и Берлинской наступательных операций.

### Послевоенная карьера
29 мая 1945 года назначен на должность командующего бронетанковыми и механизированными войсками Северной группы войск, а в июне 1946 года — на должность начальника Управления военно-учебных заведений бронетанковых и механизированных войск Советской армии.
Генерал-лейтенант танковых войск Михаил Львович Чернявский в мае 1950 года вышел в отставку. Умер 7 июня 1983 года в Москве.

## Награды
- Орден Ленина (21.02.1945);
- Три ордена Красного Знамени (22.09.1943, 03.11.1944, 06.11.1947);
- Орден Кутузова I степени (10.04.1945);
- Орден Суворова II степени (29.05.1945);
- Орден Кутузова II степени (29.07.1944);
- Орден Красной Звезды (16.08.1936)
- Медали;

- Иностранные награды;

- Почётный гражданин города Орла[1].

## Воинские звания
- Комбриг (26 ноября 1935 года);
- Комдив (29 октября 1939 года);
- Генерал-майор танковых войск (4 июня 1940 года)[2];
- Генерал-лейтенант танковых войск (7 июня 1943 года).

## Память
- На могиле установлен надгробный памятник.
- Имя воина увековечено в Главном Храме Вооружённых сил России и на мемориале «Дорога памяти»[3].